# In & Out (glasbena skupina)
In & Out je slovenska pop-rock skupina.
Skupina je nastala leta 2012 v okviru 1. sezone X Factorja Slovenija. Toni, Alen Luka, Tim in Lovro so se na oddajo sicer prijavili kot solisti, producentom oddaje pa se je po njihovih posameznih avdicijah zdelo bolje, da bi nastopili skupaj kot skupina. Fantje so se prebili med prvo deveterico (v kategoriji skupin, nad katero je bdel Aleš Uranjek) in prišli vse do finala, kjer so končali na 3. mestu. Najbolj so navdušili s priredbo skladbe »Od višine se zvrti« (Martin Krpan), za katero so pozneje posneli tudi videospot. Svoj prvi singel »Te čakam« so izdali kmalu po koncu X Factorja.
Njihov albumski prvenec Valovi je izšel februarja 2014. Dva meseca pozneje je skupino zapustil Lovro Klanjšček in zasedba je nadaljevala kot trio. Na Viktorjih 2013 so s Trkajem izvedli komad »Valovi«.
Skupina je leta 2015 odšla na bolj ali manj stalni ustvarjalni premor, fantje pa so se začeli posvečati solo projektom: Toni je posnel dve samostojni pesmi – »Men vse« (2014), ki je bila uporabljena v reklami za Telekom Slovenije, in »Življenje je prekratko« (2015) –, Tim pa je leta 2015 nastopil na Emi (»Once Too Many Times«) in sodeloval v oddaji Znan obraz ima svoj glas.

## Diskografija
Singli
- Te čakam (2012)
- Od višine se zvrti (2012)
- Sij severni (2013)
- Zgodba zase (2013)
- Valovi (2014) − ft. Trkaj

Albumi
- Valovi (2014) – Zgodba zase; Ostanki starih dni; Vesna; Valovi (ft. Trkaj); Sij severni; Tisoč ljudi; Te čakam; Da vidiš kot jaz; Od višine se zvrti